# Pensford
Pensford är en ort i Storbritannien.   Den ligger i kommunen Bath and North East Somerset och riksdelen England, i den södra delen av landet, 170 km väster om huvudstaden London. Pensford ligger 45 meter över havet och antalet invånare är 1 000.
Terrängen runt Pensford är platt. Runt Pensford är det tätbefolkat, med 493 invånare per kvadratkilometer. Närmaste större samhälle är Bristol, 9,9 km norr om Pensford. Trakten runt Pensford består i huvudsak av gräsmarker.